# 大甲溪橋 (台鐵)
大甲溪橋位於台灣台中市里區與豐原區之間、連接臺灣鐵路臺中線后里車站與豐原車站路段，橫跨大甲溪與其南岸灘地。此橋是台鐵「山線鐵路竹南至豐原間改線與雙軌工程」之中，先於1997年10月4日開通西正線、並於同月9日雙線通車的鐵路橋梁。
臺鐵局自1987年7月起進行「山線鐵路竹南至豐原間改線與雙軌工程」，於1989年動工新建雙線大甲溪橋，橋長802.5公尺，採圓形沉箱基礎、單圓柱變化斷面型Ｔ形橋墩、上承式預力Ｉ型梁橋，計26孔，除了第2孔外，餘每孔跨度32.1公尺，於1997年9月完工，10月4日西正線通車、同月9日東正線通車，橋面鋪設傳統道碴式軌道。
1999年9月21日台灣發生921大地震，山線鐵路中斷，本橋4座橋墩及1處帽梁龜裂、梁端位移，地震後暫時限速行車。
本橋因大甲溪河床下切侵蝕嚴重，流心及深槽區橋墩基礎裸露，尤以颱風豪雨過後更甚，臺鐵局自2005年起持續保護橋基（如：放置消波塊），但消波塊常凹陷或被沖失，護橋效果有限。此外，水利會的攔水堰也損毀，且本橋在921大地震後，耐震標準須予提高，為治本之道，臺鐵局遂進行橋墩換底工程，將河道區P2～P10號單圓柱橋墩改建為ㄇ型雙圓柱橋墩並加深基礎，於2011年竣工，並拆除舊橋墩（後續高灘地之P11～P15號橋墩亦改建為ㄇ型橋墩），為今所見樣貌。

## 有關條目
- 大甲溪鐵橋
- 臺中線
- 豐原區
- 后里區
- 豐原車站 (台灣)
- 后里車站